# 1976 en mathématiques
| Années des mathématiques : 1973 - 1974 - 1975 - 1976 - 1977 - 1978 - 1979    |
| Décennies des mathématiques : 1940 - 1950 - 1960 - 1970 - 1980 - 1990 - 2000 |

Cet article présente les faits marquants de l'année 1976 en mathématiques.

## Évènements
- 1er septembre : la démonstration du théorème des quatre couleurs est publiée par les mathématiciens américains Kenneth Appel et Wolfgang Haken[1].

## Naissances
- 6 janvier : Bruno Vallette, mathématicien français.
- 23 janvier : Barbara R. Holland, mathématicienne australienne.
- 26 février : Nalini Anantharaman, mathématicienne française.
- 29 février : Stefaan Vaes, mathématicien belge.
- 18 mars : Bartosz Klin, mathématicien polonais.
- 25 avril : Martin Möller, mathématicien allemand.
- 21 juin : Julien Sebag, mathématicien français.
- 6 juillet : Ioana Dumitriu, mathématicienne américano-roumaine.
- 1er août : Søren Galatius, mathématicien danois.
- 26 août : Sébastien Boucksom, mathématicien français.
- 5 septembre : Carolina Araujo, mathématicienne brésilienne.
- 3 octobre : Virginie Bonnaillie-Noël, mathématicienne française.

## Décès
- 11 février : Dorothy Maud Wrinch (née en 1894), mathématicienne et théoricienne en biochimie anglaise.
- 16 février : Lioudmila Keldych (née en 1904), mathématicienne russe.
- 24 mars : Francis Dominic Murnaghan (né en 1893), mathématicien irlandais.
- 6 avril : Karl Weissenberg (né en 1893), mathématicien et physicien autrichien.
- 26 avril : Carl Benjamin Boyer (né en 1906), historien des mathématiques américain.
- 29 juin : Christos Papakyriakopoulos (né en 1914), mathématicien grec.
- 16 juillet : Nicolas Muskhelichvili (né en 1891), mathématicien et académicien soviétique.
- 26 septembre : Pál Turán (né en 1910), mathématicien hongrois.
- 5 octobre : Prabhu Lal Bhatnagar (né en 1912), mathématicien et physicien indien.
- 17 octobre : Edward Marczewski (né en 1907), mathématicien polonais.
- 25 octobre : Raymond Queneau (né en 1903), romancier, poète, dramaturge français, cofondateur du groupe littéraire Oulipo et mathématicien français.
- 17 novembre : Renato Calapso (né en 1901), mathématicien italien.
- 21 décembre : Vijay Kumar Patodi (né en 1945), mathématicien indien.